# Stade Petro Sport
Le Stade Petro Sport (en arabe : استاد بتروسبورت), est un stade omnisports égyptien, servant principalement pour le football, situé au nouveau Caire près du Caire, la capitale du pays.
Doté de 16 000 places, le stade, inauguré en 2006, sert d'enceinte à domicile pour le club de football de l'ENPPI Club.